# Elwood Mead

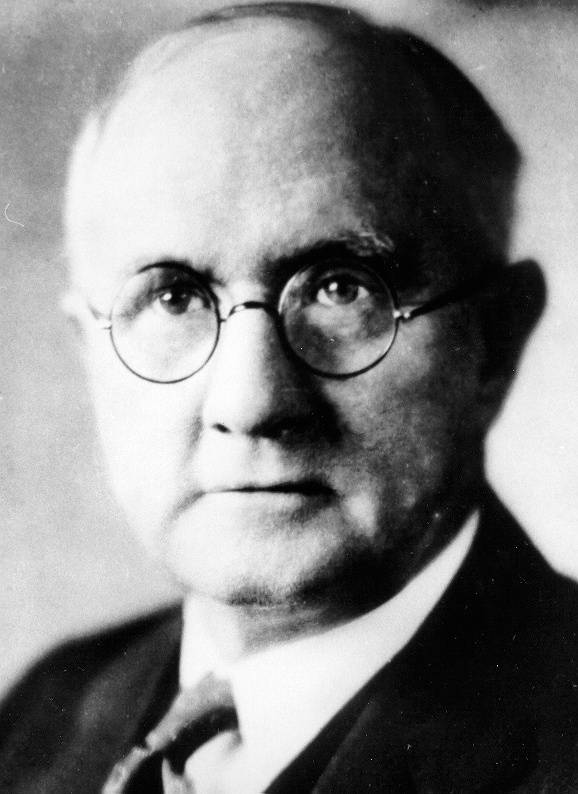
Elwood Mead

Elwood Mead (* 16. Januar 1858 in Patriot, Indiana; † 26. Januar 1936 in Washington, D.C.) war ein US-amerikanischer Ingenieur und Professor für Landwirtschaft. Er war der Bauherr des Hoover Dam.

## Leben
Mead machte 1882 an der Purdue University seinen Bachelor, 1883 seinen Master und promovierte 1884 an der staatlichen Hochschule Iowas zum Dr.-Ing. Dazwischen (1883/1884 und 1886–1888) lehrte er Mathematik an der Landwirtschaftshochschule von Colorado. Als beamteter Ingenieur im US-Staat Wyoming formulierte Mead 1888/1889 die ersten staatlichen Wasser-Gesetze. Anschließend war er von 1897 bis 1907 für das Innenministerium der Vereinigten Staaten tätig.
Bei einem Straßenbahnunfall am 12. Juni 1901 in Washington, D.C., verlor Mead seinen rechten Unterarm.
Mead war um das Jahr 1904 herum unter anderem Leiter der Fachabteilung für Be- und Entwässerung des Landwirtschaftsministeriums der Vereinigten Staaten und Inhaber eines Lehrstuhls für Feldbewässerung am landwirtschaftlichen Fachbereich der Universität Berkeley, Kalifornien.
1907 wurde Mead Vorstandsvorsitzender der State Rivers & Water Supply Commission (Wasserversorgungskommission) im australischen Bundesstaat Victoria. Doch schon acht Jahre später kehrte er als Professor für Landwirtschaft an die University of California in die USA zurück und war dort zunächst von 1915 bis 1924 Vorsitzender des California Land Settlement Board (Ausschuss für kalifornische Landbesiedlung) und stand schließlich von 1926 bis 1936 dem Bureau of Reclamation, einer Abteilung des US-Innenministeriums, vor.
In dieser letzten Position leitete Mead die Bauten des Hoover-Dam, der Grand-Coulee-Talsperre und des Owyhee-Damms.
Im Jahr 1923 und erneut im Jahr 1927 ging Elwood Mead nach Palästina, um dort die zionistische Bewegung bei der Bewässerungs- und Landentwicklungsplanung zu unterstützen.
Mead starb am 26. Januar 1936 während seiner Arbeit im Büro.

## Ehrungen
- „Lake Mead“, so heißt der Stausee hinter dem Hoover Dam
- Ehrendoktor der Purdue University; die erste Verleihung dieser Universität (1904)
- Das Schiff SS „Elwood Mead“ wurde nach ihm benannt

## Bibliografie
- Irrigation and Closer Settlement in Australia, in: Australia To-Day, 1910.
- Irrigation in Victoria, in: A.M. Laughton & T.S. Hall: Handbook to Victoria, Verlag Albert J. Mullett, Government Printer, Melbourne 1914.